# Gilberte Chambaud
Gilberte Chambaud (née Gilberte Marguerite Debrabant le 19 décembre 1948 à Masny) est une chimiste théoricienne française, professeure émérite à l'Université Paris-Est Marne-la-Vallée. Elle est spécialiste en chimie quantique, appliquée aux domaines de la physico-chimie moléculaire, de la spectroscopie et des interactions molécule–surface.

## Biographie
Admise à l'École Normale Supérieure de Fontenay-aux Roses en 1968, elle effectue une licence, maîtrise, et un DEA de chimie physique à l'Université d'Orsay. Titulaire de l'agrégation de chimie en 1972, elle prépare un doctorat de 3e cycle au Département chimie de l’École Normale Supérieure (Paris), d'abord en tant qu'agrégé préparateur puis en tant que maître-assistant. Elle est docteur d’État de l’Université Pierre et Marie Curie, pour une thèse intitulée “Détermination théorique de surfaces de potentiel : État fondamental de (O–H–H)+. Etats excités de ArH+”, sous la direction de Bernard Lévy.
En 1985 elle est recrutée comme professeur au Département chimie de l'ENS. Elle passera un an (1990–1991) comme chercheuse invitée à l'Université Johann Wolfgang Goethe de Francfort-sur-le-Main (Allemagne), dans le groupe de Pavel Rosmus. En 1992 elle devient professeur à l'Université de Marne-la-Vallée. Elle est professeur émérite depuis 2014.
En parallèle de ses activités scientifiques, elle a exercé de nombreuses fonctions d'encadrement de la recherche. De 1992 à 2001, elle est doyenne de la Chimie à l'Université de Marne-la-Vallée. De 2001 à 2005, elle est vice-présidente du Conseil d'administration de l'Université de Marne-la-Vallée. De 2003 à 2005, elle est membre du Département chimie au Ministère de la recherche et l'éducation. De 2006 à 2011, elle est nommée directrice scientifique de l'Institut de chimie du CNRS. Puis de 2011 à 2014, elle est conseillère scientifique à l'AERES, chargée de la chimie.
De 2012 à 2015, elle a été élue vice-présidente de la Société Chimique de France (SCF), puis élue présidente de 2015 à 2018. Elle a créé en 2006 le réseau français de chimie théorique, et en 2008 le réseau franco-chinois de chimie théorique. En 2018, elle a été élue présidente de la fondation de la nouvelle université Lille Nord Europe, à Lille.
En 2016, elle est élue membre de l'Academia Europaea, l'académie européenne des sciences.

## Production scientifique et pédagogique
Elle a supervisé 17 thèses de doctorat, écrit 145 publications dans des revues internationales à comité de lecture, et a été invitée à donner plus de 75 conférences nationales et internationales.
Elle a traduit en français plusieurs ouvrages de référence dans l'enseignement de la chimie générale et chimie physique, en premier cycle, de Peter Atkins (comme ses deux ouvrages Chimie Générale et Chimie Physique), mais également des livres de vulgarisation comme Le parfum de la fraise.

## Distinctions
- Chevalier de la Légion d'honneur, 2008[10]
- Officier des Palmes académiques, 2012
- Membre de l’Academia Europaea, 2016